# Unione della Gioventù Rivoluzionaria
L'Unione della Gioventù Rivoluzionaria (in arabo اتحاد شبيبة الثورة‎?, Ittihad Shabibat ath-Thawra) è stata l'organizzazione giovanile del Partito Ba'th siriano.
Faceva parte della Federazione mondiale della gioventù democratica.